# Leo Zikovic
Leo Zikovic, född den 19 november 2004, är en svensk friidrottare (kulstötning). Han tävlar för Örgryte IS.

## Karriär
Leo Zikovic har två SM-brons i kulstötning inomhus år 2023 och 2024. Vid SM 2025 tog han brons i kulstötning. Vid U23-EM 2025 vann han silver i kulstötning men en stöt på 19,47 meter vilket förde upp honom på plats 20 bland längsta svenska stötare genom tiderna.